# Banco Guayaquil
El Banco Guayaquil es una institución financiera de banca universal con base en la ciudad de Guayaquil, Ecuador. Esta institución inició actividades el 22 de diciembre de 1923, bajo la denominación de Sociedad Anónima Banco Italiano, y el 24 de septiembre de 1941, mediante una nueva escritura pública, se lo denominó Banco de Guayaquil para luego el 12 de junio de 2014, mediante un cambio de imagen, se lo denomina con su nombre actual Banco Guayaquil.
Es el segundo banco de Ecuador más grande después del Banco Pichincha.

## Historia
El origen del Banco de Guayaquil es en 1923, cuando el 22 de diciembre de ese año se inicia las actividades de la Sociedad Anónima Banco Italiano en Guayaquil, el cual era un banco extranjero con capital inicial de 2.000.000 de sucres. Se constituyó por casi veinte años como un banco sólido en Ecuador, hasta el año de 1941, cuando estalló la Segunda Guerra Mundial, e Italia se convirtió en parte del Eje Roma-Berlín. Italia intentó nacionalizar el banco, el cual operaba con capital y administradores italianos. Ante estos sucesos, el 14 de agosto de este año, mediante una reforma se logra cambiar los estatutos y el nombre de la institución, pasando a llamarse como Banco Nacional del Ecuador.
El 24 de septiembre de 1941, una nueva escritura pública cambia de nombre a la entidad que pasó a denominarse Banco de Guayaquil hasta 2014. Seguido de estos sucesos, inmediatamente varios capitalistas ecuatorianos iniciaron la compra de todas las acciones. Hasta este entonces la institución financiera tuvo un capital de 20.000.000 sucres.
El banco siguió incrementado varias veces su capital pagado. En noviembre de 1982 su capital asciende aproximadamente a 310 millones de sucres.

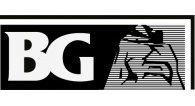
Logo del Banco de Guayaquil en los años 1980.

El 9 de mayo de 1984, el grupo de accionistas de Financiera del Sur S.A., conocida como Finansur, adquirió la mayoría de las acciones del Banco de Guayaquil. Como consecuencia de esto, Danilo Carrera Drouet, quien entonces ejercía el cargo de presidente ejecutivo de Finansur, fue designado como presidente ejecutivo del Banco de Guayaquil. A raíz de esto, su reemplazo en la presidencia ejecutiva de Finansur fue Guillermo Lasso Mendoza.
A partir de estos acontecimientos, la nueva administración del Banco de Guayaquil S.A. aplicó un enfoque moderno de banca, el cual adquirió equipos de computación más sofisticados del mercado y creó cuatro divisiones básicas para el desarrollo de sus servicios, los cuales son: Banca Corporativa, Banca Personal, Banca de Inversiones y la División de tarjetas de crédito Visa BG.
Aprovechando las recientes reformas a la Ley General de Bancos, el 9 de agosto de 1990, surge la fusión entre el Banco de Guayaquil S.A. y la Financiera del Sur S.A. Así se crea el Banco de Guayaquil S.A., que contiene un capital pagado de alrededor de 8.200 millones de sucres.
Guillermo Lasso, quien ejercía el cargo de presidente ejecutivo de Finansur, pasó a ocupar la vicepresidencia ejecutiva, y a su vez ser el gerente general del Banco de Guayaquil. En los próximos años se empezó un importante posicionamiento en el mercado nacional como el primer Multibanco del Ecuador, que ofrecía todos los servicios bancarios y financieros a través de una sola organización.
El 29 de marzo de 1995, la Junta de Accionistas del Banco de Guayaquil S.A., aprueba suscribir un convenio de responsabilidad con compañías subsidiarias tales como Guayaquil Bank, Administradora de Fondos BG, Casa de Valores Multivalores BG y Río Guayas Cía. de Seguros y Reaseguros. Este convenio compromete el respaldo de las operaciones de dichas compañías hasta por el valor de sus propios activos, con el banco como propietario del 100% de las acciones y con derecho a voto en cada una de las subsidiarias.
En 1997 el Banco de Guayaquil se fusionó con el Banco Sociedad General y se convirtió en uno de los bancos más grandes del país, hasta la actualidad.
El Banco de Guayaquil, estuvo presidido por Guillermo Lasso en los momentos de la crisis financiera en Ecuador de 1999, y fue una de las entidades financieras que no cerró ni entró a proceso de rescate financiero por parte del Estado. Según un informe conjunto de la Corporación Financiera Nacional y la Comisión de Investigación del Salvataje Bancario creada en 2007 por el entonces presidente Rafael Correa y dirigida por Eduardo Valencia con el fin de investigar a los responsables de la crisis financiera y un posible perjuicio de los bancos privados a la CFN.
Sobre el papel de Guillermo Lasso en la crisis bancaria de Ecuador en 1999, el gobierno contrató un grupo de personas liderados por Eduardo Valencia, quien, en primera instancia, señaló a Guillermo Lasso entre los responsables de la mencionada crisis, pero, años más tarde, se retractó de lo manifestado en dicho primer informe: "Una vez que recibí información directa respecto a que él se opuso al congelamiento bancario, aclaré tal situación en una entrevista realizada en Teleamazonas; y comuniqué al economista Lasso mediante nota número PD 05812 de abril 18”. - Carta de Eduardo Valencia, presidente del Directorio de la Corporación Financiera Nacional y de la Comisión que investigó la crisis financiera bancaria.
En 2008 bajo la dirección Guillermo Lasso, el Banco de Guayaquil implementa un proyecto de bancarización popular denominado Banco del Barrio, el mismo habilita a microempresarios no bancarios de barrios urbanos y poblados rurales para que provean algunos servicios bancarios. Diario El Universo. Los resultados del Banco del Barrio fueron reconocidos en 2011 como el "Mayor Proyecto de Bancarización de América Latina de 2010" al obtener el primer lugar en la categoría "estrategias de bancarización" de los premios Beyond Banking —premios en materia de economía solidaria— que organiza el Banco Interamericano de Desarrollo.. El Banco del Barrio de Banco Guayaquil fue el ganador de los Premios beyondBanking en la categoría "accessBanking" que impulsa la bancarización.

## Estadísticas

### Utilidades 2019
| Puesto                                       | Banco              | Utilidad (en millones de USD) |
| -------------------------------------------- | ------------------ | ----------------------------- |
| 1                                            | Banco Pichincha    | 120 045 950                   |
| 2                                            | Banco del Pacífico | 92 790 860                    |
| 3                                            | Banco Guayaquil    | 73 223 310                    |
| 4                                            | Diners Club        | 72 223 310                    |
| 5                                            | Produbanco         | 54 097 230                    |
| Actualizado a 30/11/2019 Fuente: El Universo |                    |                               |

### Calificación de riesgo 2019
| Institución financiera             | Firma calificadora de riesgo                        | Calificaciones | Calificaciones | Calificaciones     | Calificaciones    |
| Institución financiera             | Firma calificadora de riesgo                        | marzo de 2019  | junio de 2019  | septiembre de 2019 | diciembre de 2019 |
| ---------------------------------- | --------------------------------------------------- | -------------- | -------------- | ------------------ | ----------------- |
| Banco Guayaquil                    | PCR Pacific S.A. / SOC. CAL. Riesgo Latinoamericana | AAA / AAA      | AAA / AAA      | AAA / AAA          | AAA / AAA         |
| Fuente: Superintendencia de Bancos |                                                     |                |                |                    |                   |